# Las chicas del 3º
Las chicas del 3º es una película argentina dirigida por Maximiliano Pelosi y protagonizada por Betiana Blum, Lucrecia Capello y Ingrid Grudke. Fue estrenada el 9 de octubre de 2014.

## Sinopsis
Dos hermanas, Celia y Aída, llevan una rutina solitaria que gira en torno a los chismes sobre todos sus vecinos. Esperan la llegada de Marita, hija de Aída, que vive en Canadá y viene para llevarlas a Toronto y cuidarlas en su vejez. Un conflicto se presenta cuando Ángel, el encargado del edificio, le declara su amor a Celia.

## Reparto
- Betiana Blum como Celia
- Lucrecia Capello como Aída
- Ingrid Grudke como Marita
- Carlos Kaspar
- Luciano Linardi
- Ricardo Moriello como Felix
- Bernarda Pagés
- Emilia Paino
- Juana Repetto
- José Fabio Sancinetto
- Manuel Vicente como Ángel